# Stjepan Šajković
Stjepan Šajković (1631. ‒ 1694.), hrvatski katolički svećenik, isusovac.
Nepravedno nije poznat široj javnosti, jer je među prvim hrvatskim profesorima na inozemnim sveučilištima. Predavao je filozofiju na učilištu u Štajerskom Gradcu i Košicama.